# Prnjavor Čuntićki
Prnjavor Čuntićki es una localidad de Croacia en el ejido de la ciudad de Petrinja, condado de Sisak-Moslavina.

## Geografía
Se encuentra a una altitud de 172 m s. n. m. (metros sobre el nivel del mar), a 69,6 km (kilómetros) de la capital nacional, Zagreb.

## Demografía
En el censo 2011, el total de población de la localidad fue de 80 habitantes.
| Gráfica de población de Prnjavor Čuntićki 1857-2011                 |
|                                                                     |
| Según los censos de población de la oficina estadística de Croacia. |